# Leis de maternidade de substituição por país
As leis diferem amplamente de uma jurisdição para outra. Dos países que permitem a barriga de aluguel, muitos têm requisitos de residência ou cidadania para os pais pretendidos e/ou a barriga de aluguel. Países sem tais requisitos geralmente atraem pessoas do exterior, sendo destinos para turismo de fertilidade. Em alguns países, como Estados Unidos, Canadá ou Austrália, as leis variam de acordo com o estado/território.

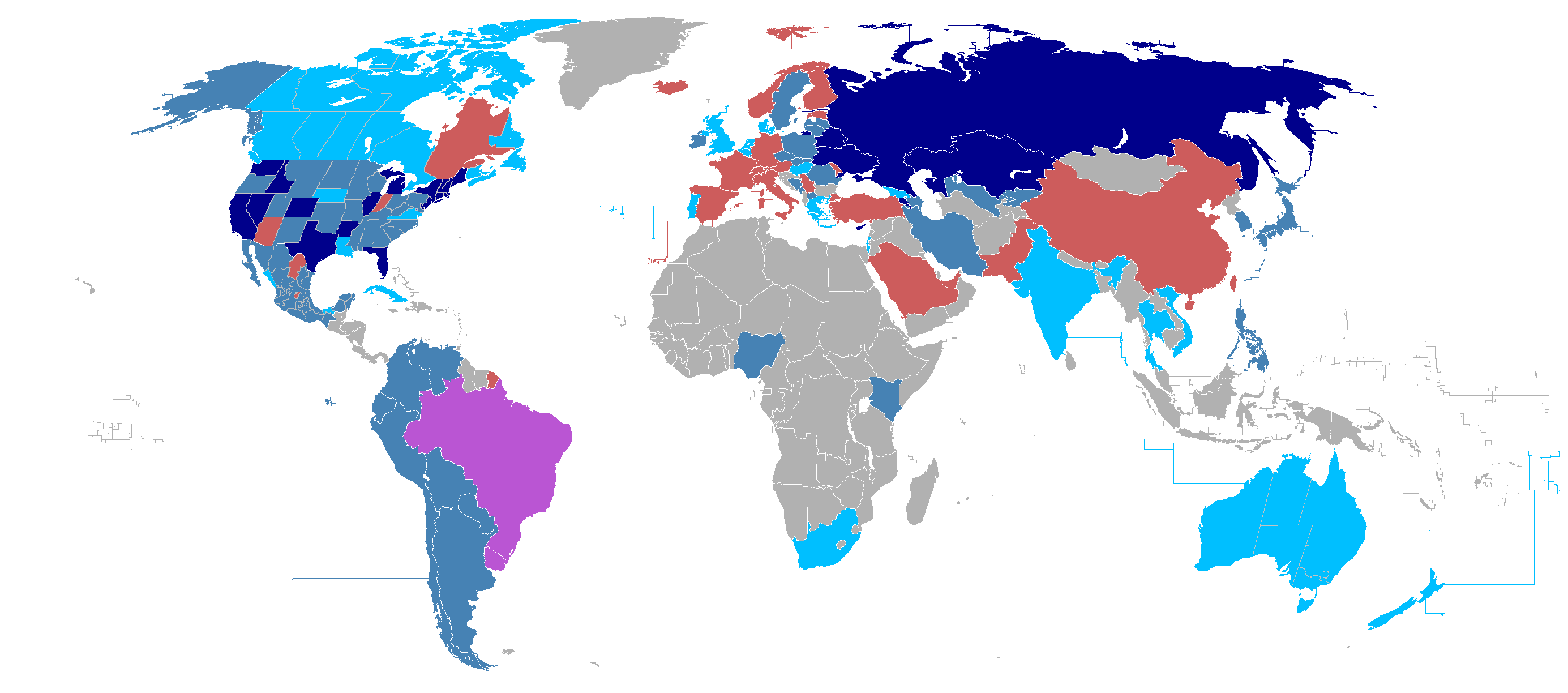
Regulação legal da gestação de substituição no mundo:
Legal às formas retribuída e altruísta
Sem regulamentação
Legal só de forma altruísta
Permitida entre familiares até o segundo grau de consanguinidade
Proibida
Não regulada/situação incerta

## Proibição da maternidade de substituição comercial
A barriga de aluguer comercial, ou seja, a barriga de aluguer em que o indivíduo é pago para gerar o bebé ou entregá-lo a outra(s) pessoa(s), é ilegal na União Europeia, uma vez que o artigo 3.º da Carta dos Direitos Fundamentais da União Europeia estabelece que "Nos domínios da medicina e da biologia, devem ser respeitados, em particular: [..] (c) a proibição de fazer do corpo humano e das suas partes, como tal, uma fonte de lucro financeiro"
A Convenção de Oviedo, ratificada por 30 países, também estabelece no artigo 21 “Proibição de lucro financeiro” que: “O corpo humano e as suas partes não devem, enquanto tais, dar origem a lucro financeiro.”

## África do Sul
A Lei das Crianças da África do Sul de 2005 (que entrou em vigor em 2010) permitiu que os "pais comissionados" e a barriga de aluguel tivessem seu acordo de barriga de aluguel validado pelo Tribunal Superior antes mesmo da fertilização. Isso permite que os pais comissionados sejam reconhecidos como pais legais desde o início do processo e ajuda a evitar incertezas – embora se a mãe de aluguel for a mãe genética, ela tem até 60 dias após o nascimento da criança para mudar de ideia. A lei permite que pessoas solteiras e casais gays sejam pais comissionados. No entanto, apenas aqueles domiciliados na África do Sul se beneficiam da proteção da lei, nenhum acordo não validado será aplicado e os acordos devem ser altruístas em vez de comerciais. Se houver apenas um pai comissionado, ele/ela deve ser geneticamente relacionado à criança. Se houver dois, ambos devem ser geneticamente relacionados à criança, a menos que isso seja fisicamente impossível devido à infertilidade ou sexo (como no caso de um casal do mesmo sexo). O pai ou os pais comissionantes devem ser fisicamente incapazes de dar à luz uma criança de forma independente. A mãe de aluguel deve ter tido pelo menos uma gravidez e parto viável e ter pelo menos um filho vivo. A mãe de aluguel tem o direito de interromper unilateralmente a gravidez, mas deve consultar e informar os pais comissionantes e, se estiver interrompendo por um motivo não médico, pode ser obrigada a reembolsar quaisquer reembolsos médicos que tenha recebido.

## Brasil
A barriga de aluguel comercial é proibida pela lei brasileira, mas a barriga de aluguel altruísta é permitida. No entanto, a prática é realizada ilegalmente em todo o país.

## Canadá
A Lei de Reprodução Humana Assistida (AHRC) permite apenas a barriga de aluguer altruísta: as gestações de substituição podem ser reembolsadas pelas despesas aprovadas, mas o pagamento de qualquer outra consideração ou taxa é ilegal.